# Quận 4, Roma
Quận 4 Tiburtina (tiếng Ý: Municipio IV Tiburtina) là quận hành chính thứ tư của thủ đô Roma, Ý. Quận được thành lập vào ngày 11 tháng 3 năm 2013, thay thế cho Quận 5 cũ.